# Frans Hogenberg

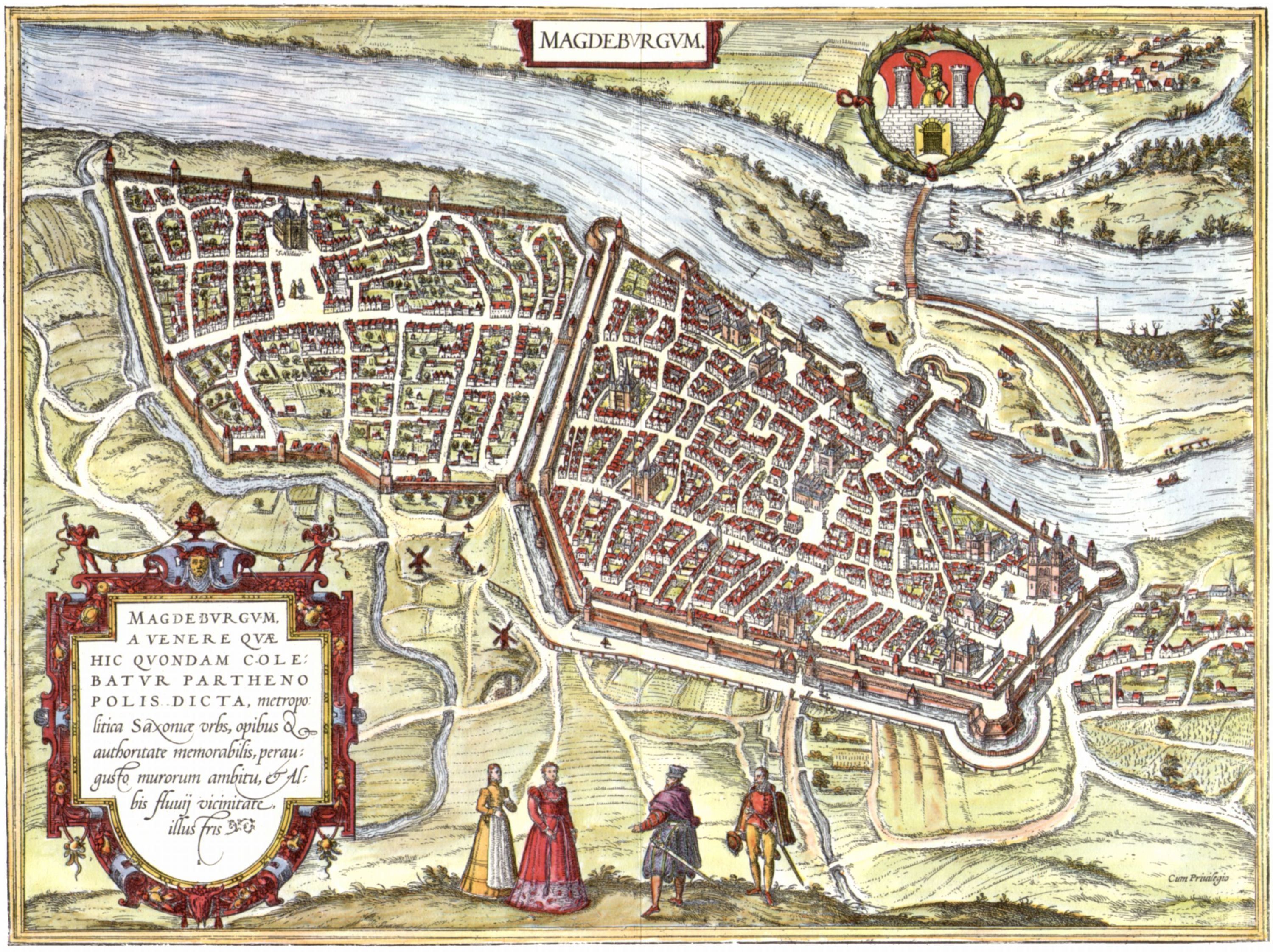
Gravat amb color de la ciutat de Magdeburg, circa 1572

Frans Hogenberg (Mechelen, 1535 - Colònia, 1590) va ser un pintor i gravador alemany, famós per dibuixos que mostren els esdeveniments de les guerres del segle xvi (guerres de religió franceses), obres cartogràfiques, particularment per treballar amb les seves planxes en la realització de Civitates Orbis Terrarum del cartògraf Georg Braun (1541-1622).